# Couleur de peau : miel
Pour plus de détails, voir Fiche technique et Distribution.
Couleur de peau : miel est un film d'animation et documentaire franco-belgo-helvético-sud-coréen coréalisé par Laurent Boileau et Jung Sik-jun d'après la bande dessinée éponyme de ce dernier en trois tomes publiés à partir de 2007. Il est sorti au cinéma le 6 juin 2012.
Il s'agit d'un film autobiographique consacré à l'enfance de Jung Sik-jun, enfant coréen qui, orphelin, est adopté par une famille belge. Le film mêle des séquences de documentaire en prises de vue réelles, des séquences d'animation en 2D et 3D et des images d'archive.

## Synopsis
Jung Sik-jun est un jeune garçon né à Séoul, en Corée du Sud, en 1965. Dans le cadre d'un programme d'adoption après la guerre de Corée, il est adopté par une famille belge en 1971 et grandit en Belgique. Le film relate les moments importants de son enfance et de son adolescence en alternant des séquences documentaires actuelles, des images d'archive et des scènes animées formant des reconstitutions fictionnelles de moments du passé de Jung.

## Fiche technique
- Titre : Couleur de peau : miel
- Titre anglais international : Approved for adoption
- Réalisation : Laurent Boileau et Jung Sik-jun
- Musique : Siegfried Canto et Little Comet
- Montage : Ewin Ryckaert
- Direction artistique et technique: Jean-Jacques Lonni
- Production : Thomas Schmitt, Patrick Quinet et Nicolas Piccato
- Sociétés de production : 2 Minutes, Dreamwall, France Télévisions, Nadasdy Film, Artémis Productions et Mosaïque Films
- Sociétés de distribution : Gebeka Films (France), Cinéart (Belgique), Wide Management
- Pays d'origine :  Belgique,  France,  Corée du Sud
- Durée : 75 minutes
- Format : couleur - 1,85:1
- Dates de sortie : 
  - France : 6 juin 2012
  - Belgique : 13 juin 2012

## Distribution des voix
- William Coryn : Jung adulte narrateur
- David Macaluso : Jung à 17 ans
- Arthur Dubois : Jung à 8 ans
- Nathalie Hons : Bonne Maman
- David Murgia : Cédric à 17 ans
- Maxym Anciaux : Cédric à 8 ans
- Christelle Cornil : la mère adoptive de Jung
- Jean-Luc Couchard : le père adoptif de Jung
- Pauline Souren : Carole et Valérie à 12 ans
- Mahé Collet : Valérie à 3 ans
- Jazz Marlier : Catherine à 7 ans et à 10 ans
- Aaricia Dubois : Coralie à 8 et 16 ans
- Alayin Dubois : Coralie et Gaëlle à 5 ans
- Cathy Boquet : Gaëlle à 14 ans
- Leo Van Bever : Jacques
- Ruby Jone
- Lorenzo Tulaaki

## Distinctions

### Récompenses
- Festival international du film d'animation d'Annecy 2012 : Prix du public et Prix Unicef[1]
- Festival du film de Turin 2012 : Mention spéciale[2]
- Festival de films pour enfants de Montréal 2013 : Grand prix et Prix INIS[3]
- Festival du film de jeunesse de Leeds 2013 : Prix du jury[4]
- Animafest Zagreb 2013 : Grand prix et Prix du public[5].
- Grand Prix dans la catégorie Film d'animation, 17e Japan Media Arts Festival[6]

### Nominations
- Festival du film de Sydney 2013 : sélection « International Documentaries »